# Xerém (culinária)

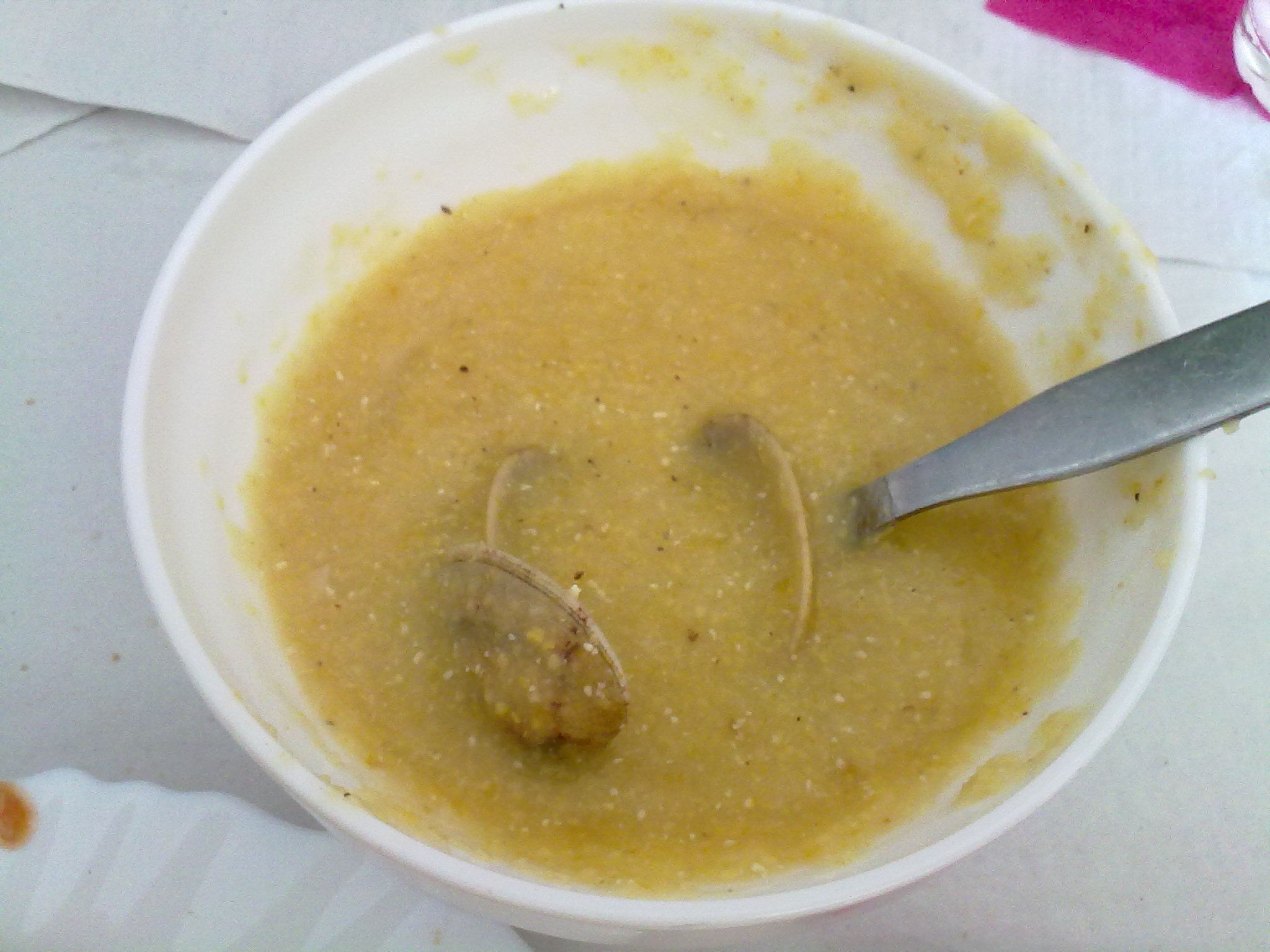
Xarém algarvio

Xerém ou xarém é um prato típico de Portugal, levado também para o Brasil e Cabo Verde, onde também é considerado tradicional. Consiste numa papa feita à base de farinha de milho, sendo acompanhado por ingredientes característicos de cada uma das regiões onde é preparado.

## Etimologia
Os vocábulos "xerém" e "xarém" têm origem controversa. Existem pelo menos duas hipóteses etimológicas para a origem dos termos:
- "xerém" e "xarém" se originam de um termo árabe que designa "papas de grãos".[carece de fontes?]
- "xerém" provém do termo iorubá xe'ree, que designa um chocalho que anuncia a chegada do orixá Xangô no terreiro.[6]

## Brasil
No Brasil, é tradicional na região Nordeste, especialmente em Pernambuco. O prato é feito com grãos de milho seco quebrados no pilão, cozidos na água e sal. Também conhecido como "arroz de pobre", é servido com leite ou acompanhado de galinha guisada ou carne assada.
É também muito popular em Minas Gerais, porém não com o nome de "xerém" e sim de "canjiquinha", nome dado tanto ao milho quebrado que é o ingrediente básico do prato (conhecido como "quirera de milho" em São Paulo e outros Estados) quanto ao cozido propriamente dito. Tradicionalmente, a canjiquinha mineira é cozida com costelinha de porco, havendo ainda variações bem menos comuns com outros cortes de porco, com galinha, carne bovina ou linguiça.
Este alimento surgiu graças aos bandeirantes e tropeiros que, em seus alojamentos, utilizavam o mesmo no preparo de angu de milho e papa preparado com outras especiarias.[carece de fontes?]

## Cabo Verde
Em Cabo Verde, o xerém é também considerado um prato tradicional, podendo a farinha de milho ser cozida com água, louro, manteiga e sal. Pode também ser preparado com atum fresco, leite de coco, cebola e gindungo.
Existem variantes com designações mais específicas, como, por exemplo, o xerém de festa, que pode ser preparado com banha, carne de porco e cebola ou, noutros casos, com favas, louro, pimenta e tomate 
É também, por vezes, consumido em festas de casamento, como acompanhamento.
Na Ilha Brava, celebra-se no mês de junho a chamada festa do xarém, também designada por festa do tambor, assim duplamente designada por envolver uma preparação de xarém acompanhada por um tambor e, por vezes, por pessoas a dançar coladeiras.

## Portugal
Em Portugal, o xarém (ou xerém) é considerado um prato típico da região do Algarve, no sul do país, em particular da cidade de Olhão. Nesta cidade, é frequente prepará-lo com amêijoas, toucinho, presunto e chouriço.
Pode também ser acompanhado por torresmos, carne de suíno ou sardinhas assadas.
O prato xarém com conquilhas foi um dos candidatos finalistas às 7 Maravilhas da Gastronomia portuguesa.

## Citações referentes ao xerém
- "Ô piza o milho penerô xerém/ eu não vou criar galinha/ pra dar pinto pra ninguém". (Luiz Gonzaga)
- "O arroz fica c'os branco/ pobre só come xerém". (Lopes Bogéa)
- "O xerém era feito do milho quebrado num moinho - uma pedra redonda, puxado por um torno, girando sobre a outra".   (Ulisses Lins de Albuquerque)
- "Um olhanense passava/ Muito bem para onde fosse/ Com um prato de xarém/ E uma batatinha doce". (Ditado popular olhanense)[3]